# 乞伏祁埿
乞伏祁埿（?—?），為晉朝時隴西部鮮卑首領，十六国时期西秦建立者乞伏国仁之曾祖父，承襲兄长乞伏利那，在位時間不詳。
乞伏祁埿死后，他的弟弟乞伏轲埿辅佐乞伏利那之子乞伏述延成为陇西鲜卑的首领。其子乞伏傉大寒、乞伏吐雷。
| 前任： 乞伏利那 | 隴西部鮮卑首領 | 繼任： 乞伏述延 |